# Štiavnička
Štiavnička (ungarisch Kisselmec) ist eine Gemeinde in der nördlichen Mittelslowakei mit 918 Einwohnern (Stand 31. Dezember 2024), die zum Okres Ružomberok, einem Kreis des Žilinský kraj gehört und zur traditionellen Landschaft Liptau gezählt wird.

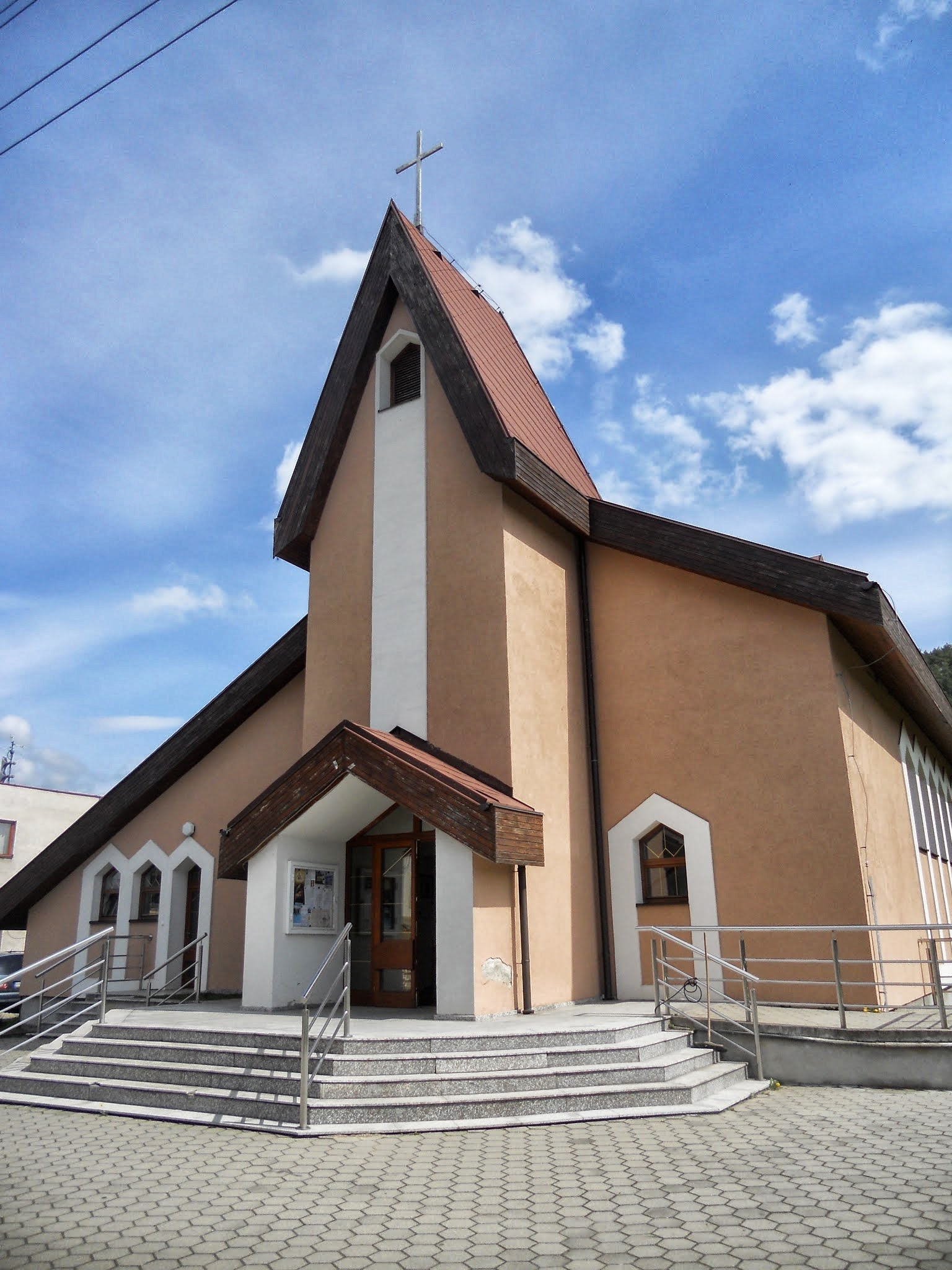
Kirche

## Geographie
Die Gemeinde befindet sich im westlichen Teil des Talkessels Podtatranská kotlina, am Zusammenfluss des Baches Štiavnička mit der Waag. Das Ortszentrum liegt auf einer Höhe von 513 m n.m. und ist fünf Kilometer vom Stadtzentrum von Ružomberok entfernt.
Nachbarorte sind Ružomberok im Westen, Lisková im Norden und Nordosten, Liptovská Štiavnica im Südosten und Süden und Ludrová im Südwesten.

## Geschichte
Der Ort wurde zum ersten Mal 1505 als Kysstzewnycza schriftlich erwähnt und entstand wohl gegen 1400 auf dem damaligen Gebiet des Nachbarortes Liptovská Štiavnica. Er gehörte den örtlichen Edelmännern und war auch von diesen bewohnt. 1828 sind 37 Häuser und 256 Einwohner verzeichnet.

## Bevölkerung
| Jahr                | 1994 | 2004     | 2014     | 2024     |
| ------------------- | ---- | -------- | -------- | -------- |
| Anzahl der Personen | 505  | 564      | 724      | 918      |
| Unterschied         |      | +11,68 % | +28,36 % | +26,79 % |

| Jahr                | 2023 | 2024    |
| ------------------- | ---- | ------- |
| Anzahl der Personen | 901  | 918     |
| Unterschied         |      | +1,88 % |

Ergebnisse nach der Volkszählung 2001 (559 Einwohner):
| Nach Ethnie: - 99,46 % Slowaken - 0,18 % Magyaren | Nach Konfession: - 92,13 % römisch-katholisch - 5,55 % evangelisch - 1,43 % konfessionslos |

## Bauwerke
- römisch-katholische Heilige-Familie-Kirche, 2003 geweiht